# آرکیتکتانیکا
آرکیتکتانیکا (به انگلیسی: Arquitectonica) یکی از معروفترین شرکت‌های معماری آمریکا و جهان است.
این شرکت آمریکایی در سال ۱۹۷۷ در میامی در ایالت فلوریدا تأسیس شد اما امروزه در اقصی نقاط جهان شعبه دارد.
این شرکت توسط برناردو فورت-برشیا و لاریندا سپیر تأسیس گردید، و جوایزی نیز دریافت کرده.

## آثار
- کازموپالیتن لاس وگاس

### نگارخانه برخی آثار

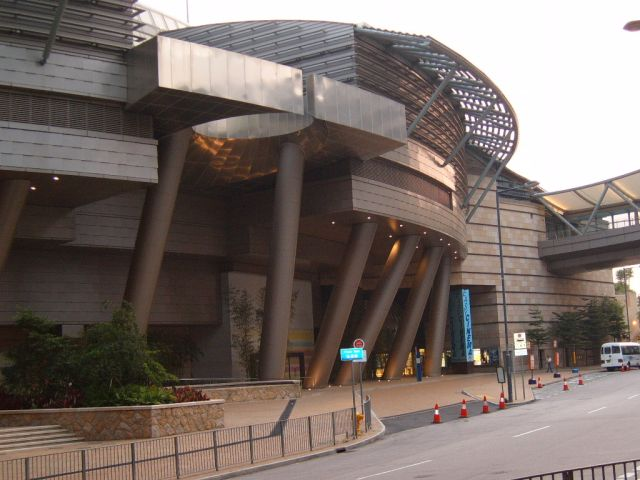
سایبر پورت، هنگ کنگ
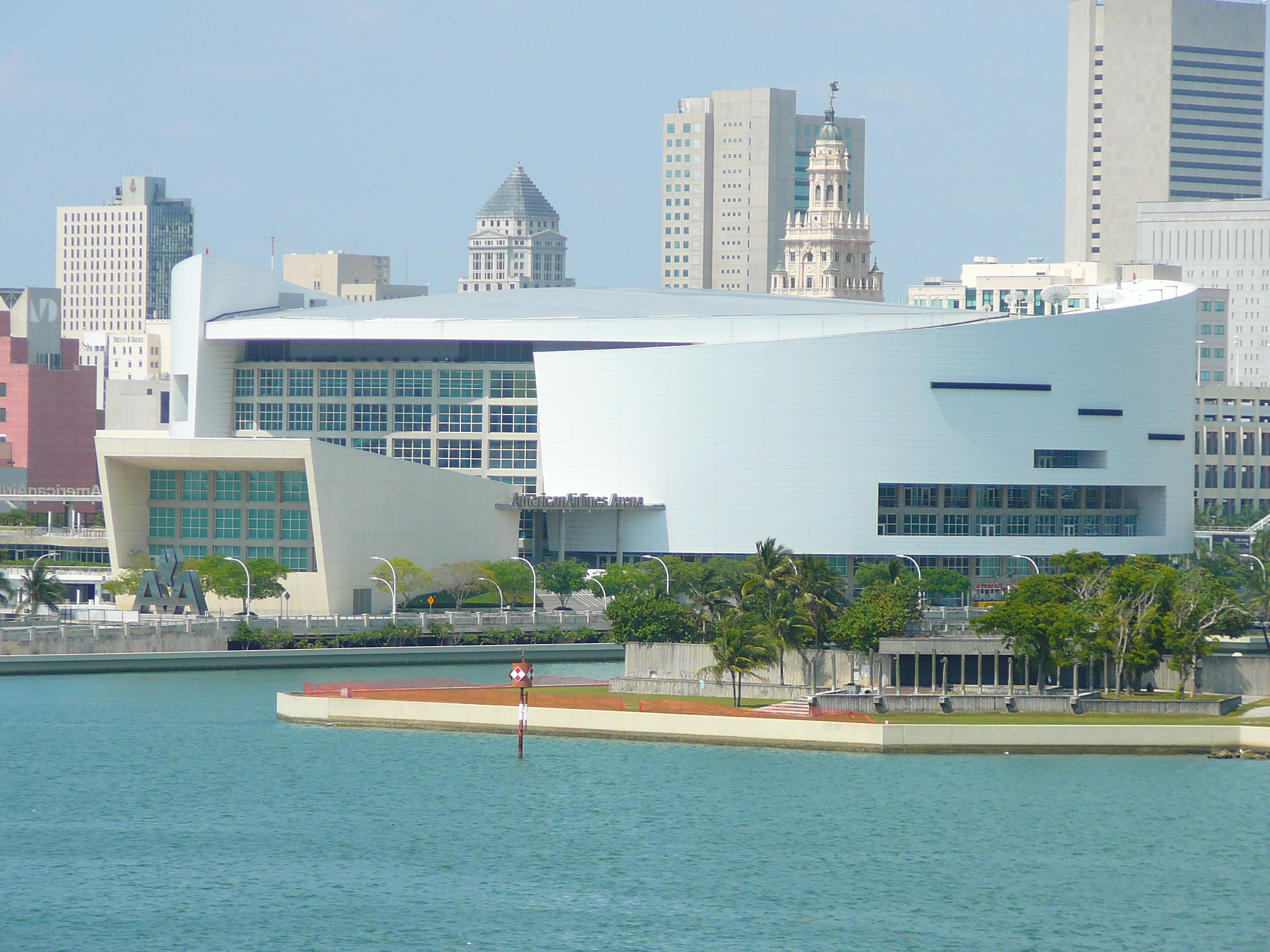
ورزشگاه آمریکن ایرلاینز میامی
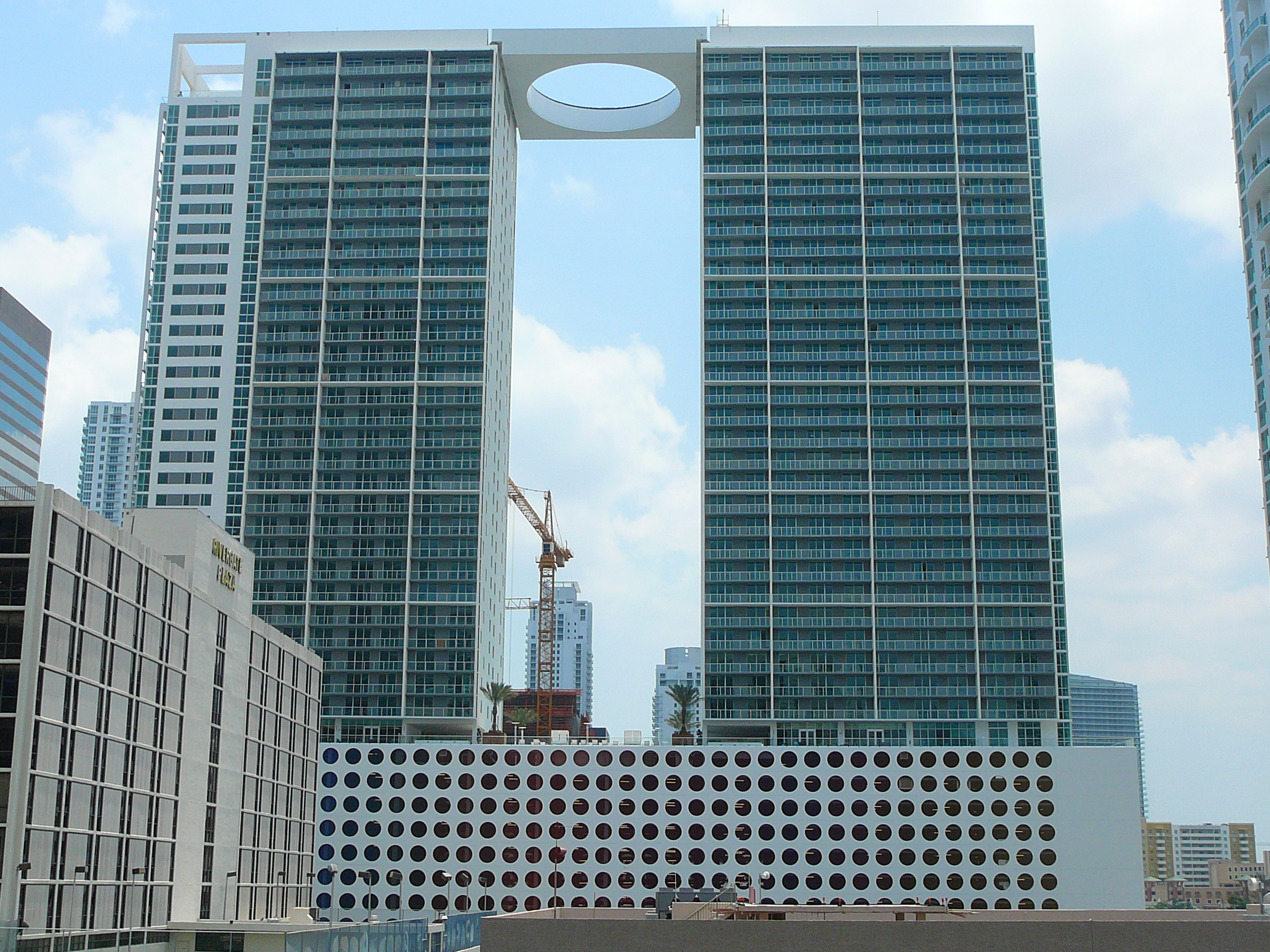
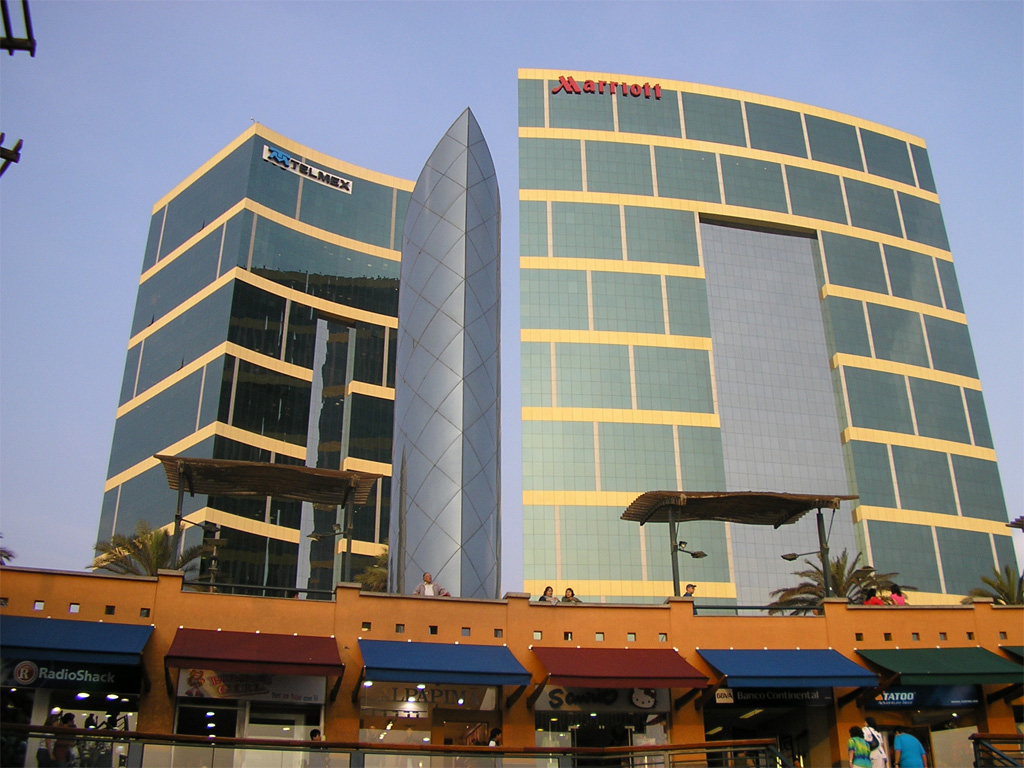
هتل ماریوت در لیما، پرو